# 霍赫蔡格山
47°8′43″N 10°47′44″E / 47.14528°N 10.79556°E

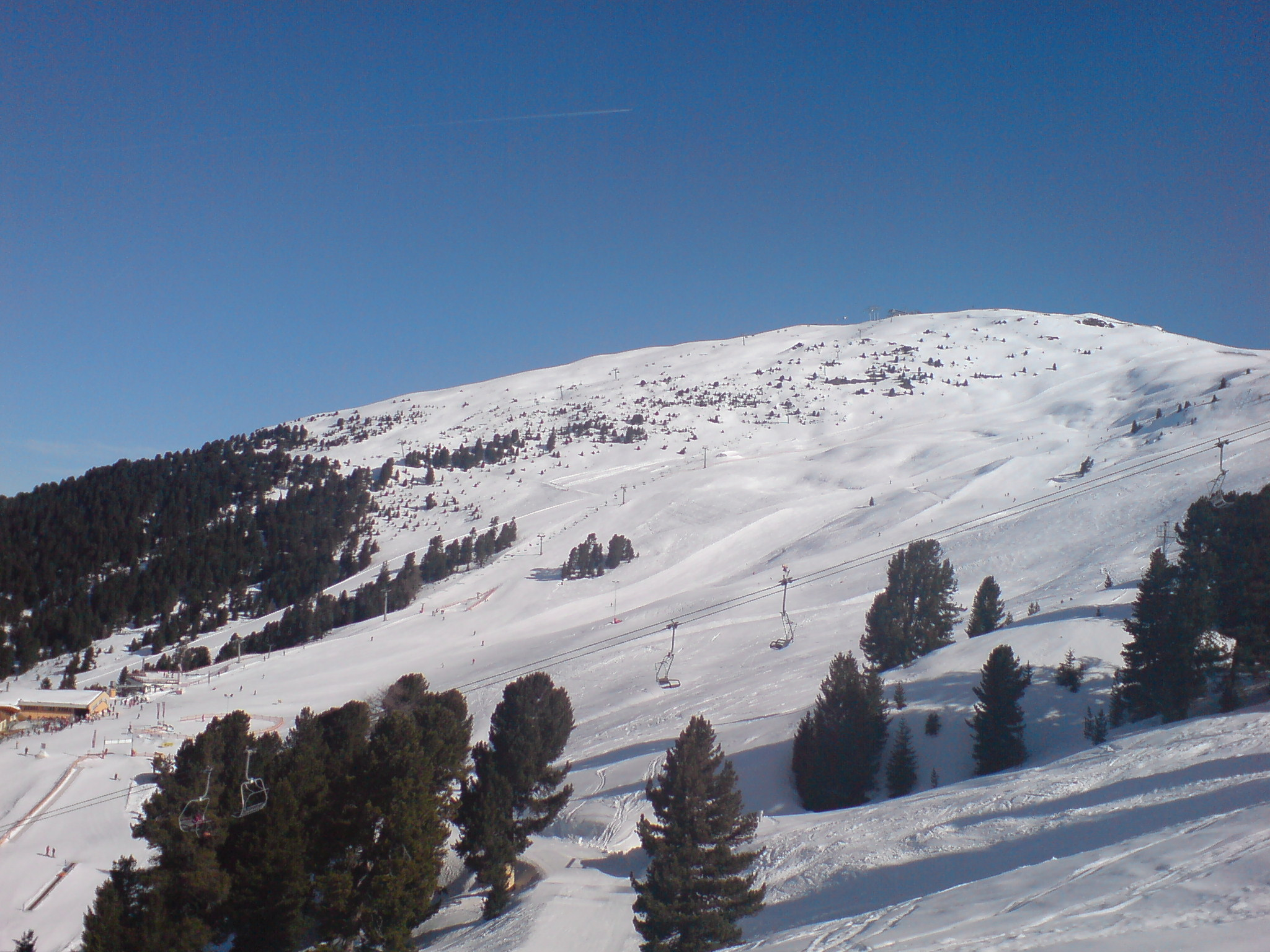

霍赫蔡格山（德語：Hochzeiger），是奧地利的山峰，位於該國西部，由蒂羅爾州負責管轄，屬於奧茨塔爾阿爾卑斯山脈的一部分，海拔高度2,560米，每年平均降雨量1,698毫米。